# 城北乡 (凤台县)
城北乡，是中国安徽省淮南市凤台县下辖的一个乡镇级行政单位。

## 行政区划
城北乡共辖以下地区：
三里沟社区、前马场社区、新湖社区、高山社区、后马场社区、岗胡村、陈圩村、芮集村、新集村、十里沟村、酒西村、酒东村、刘巴村、高皇村、双湖村、胡庙村、湖东村、南金村。